# Milazzo
Milazzo – miejscowość i gmina we Włoszech, w regionie Sycylia, w prowincji Mesyna.
Według danych na rok 2004 gminę zamieszkiwało 32 550 osób, 1241 os./km².

## Zdjęcia

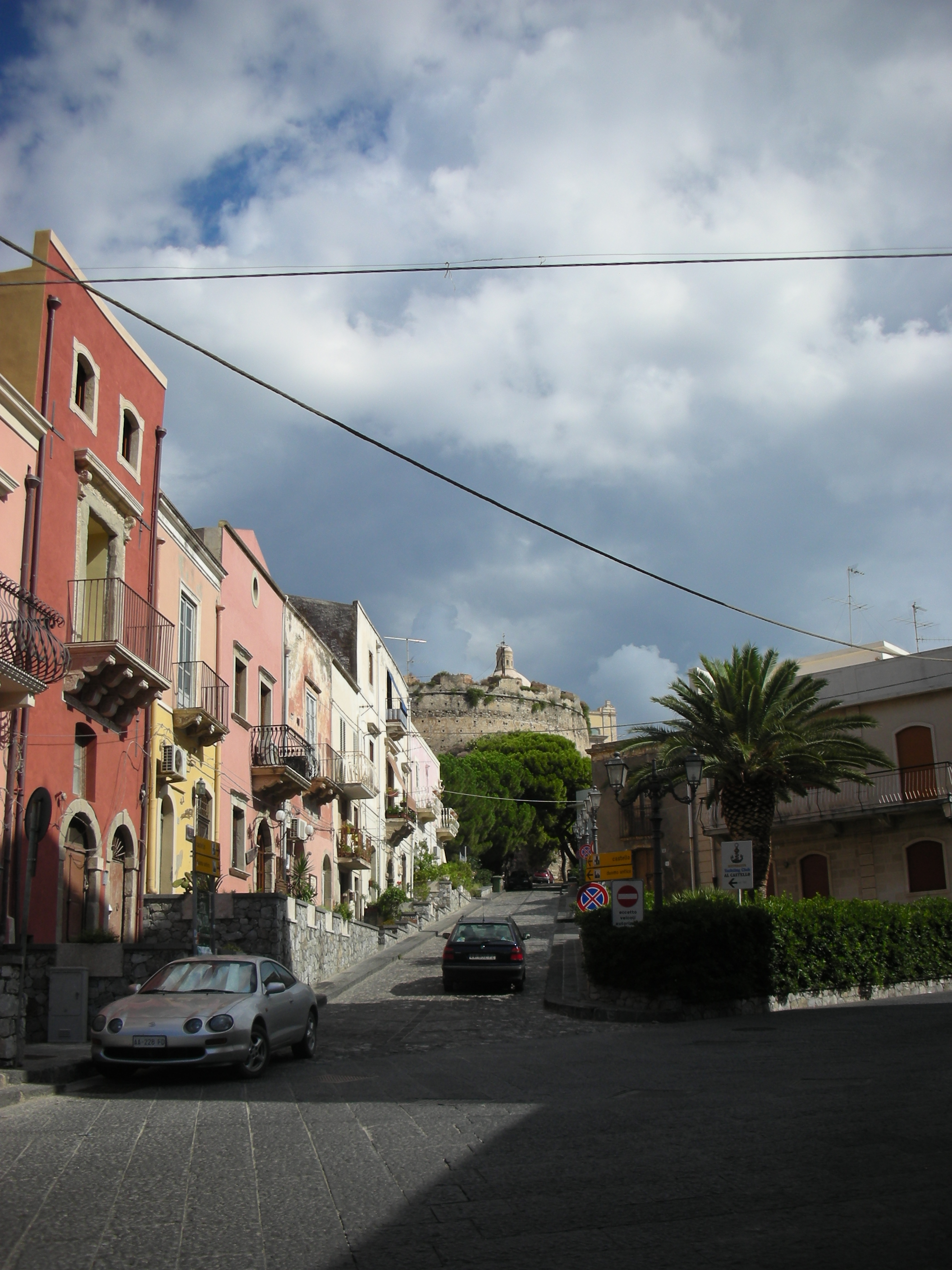
Historyczne centrum
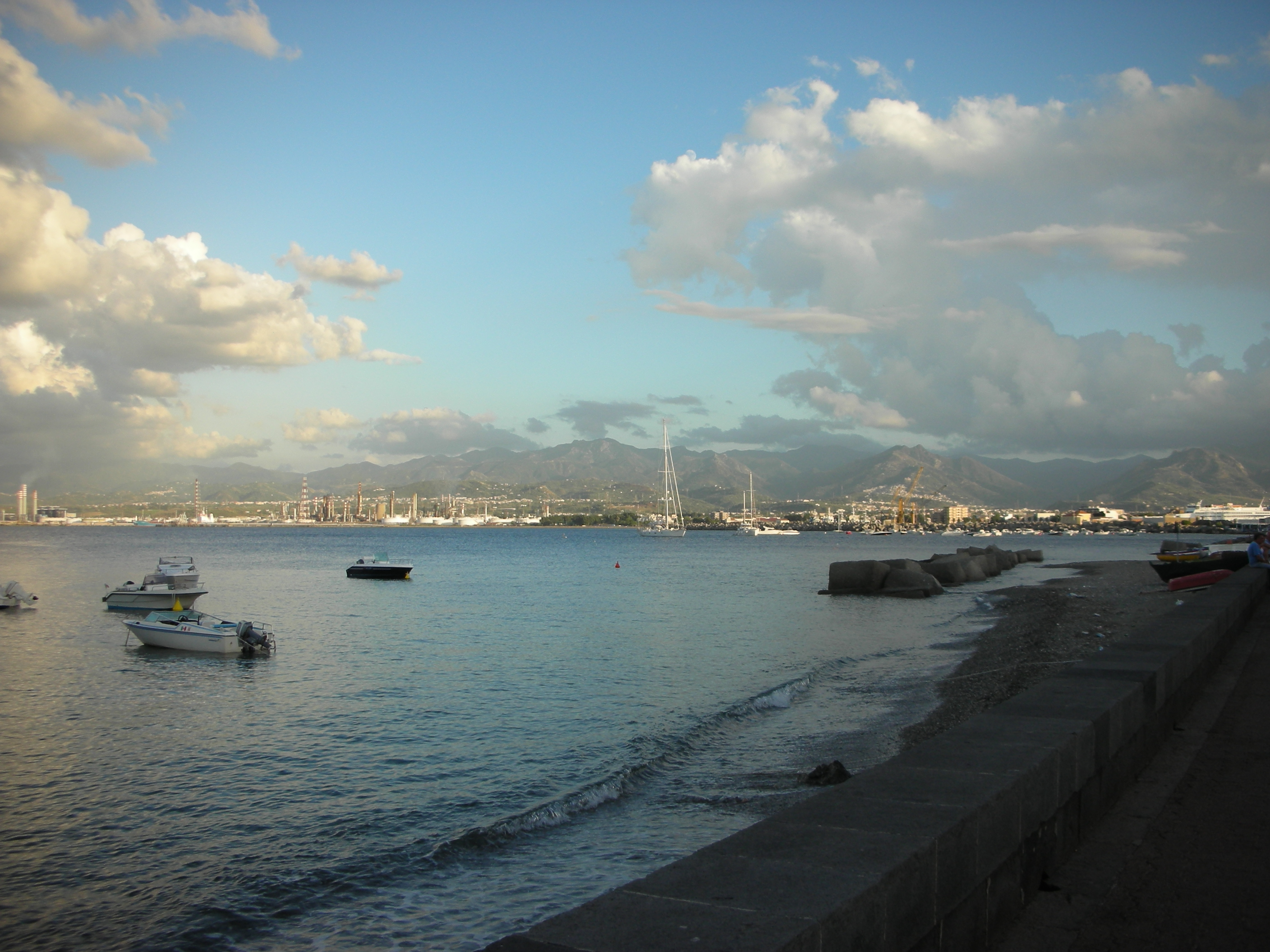
Port
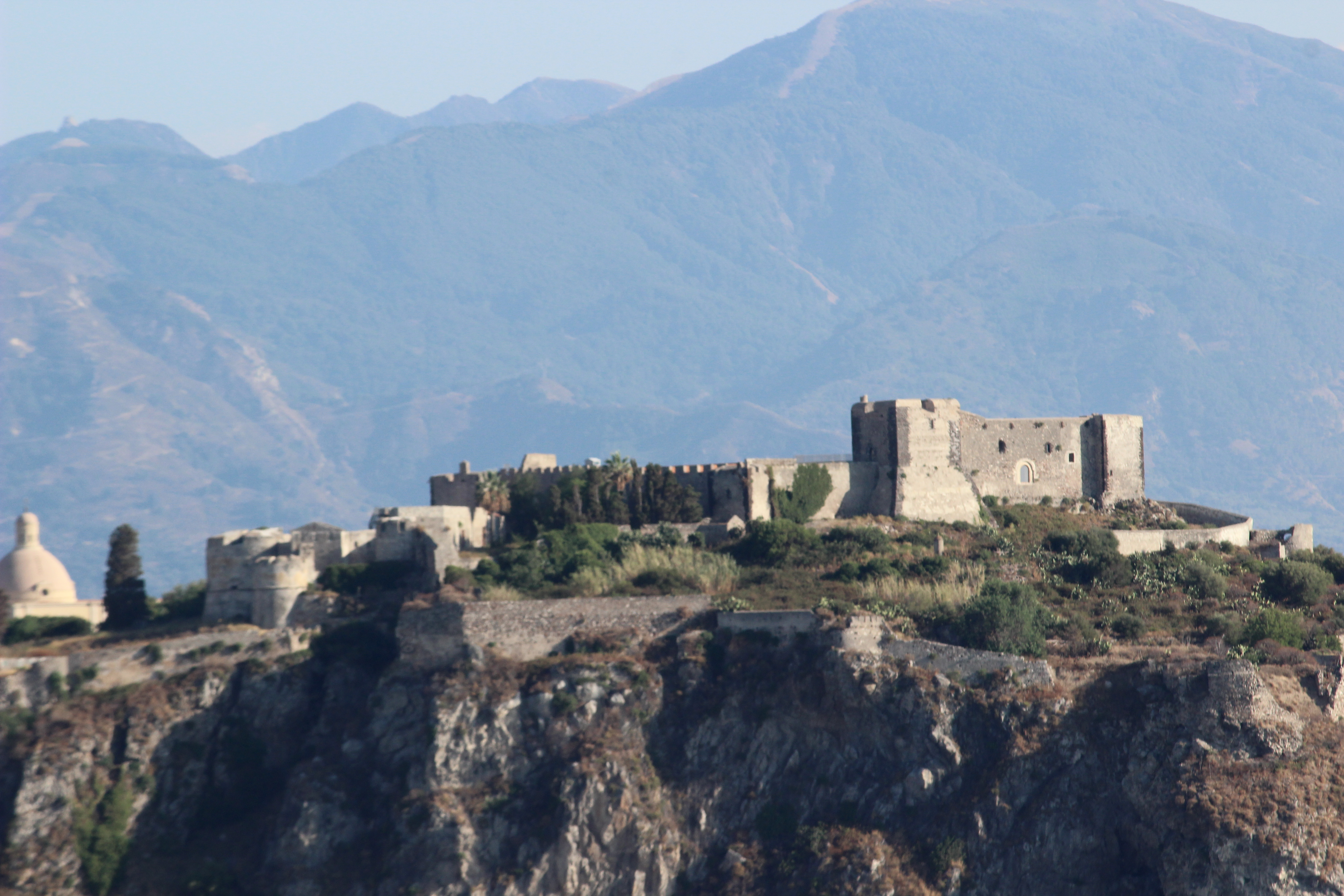
Zamek Milazzo
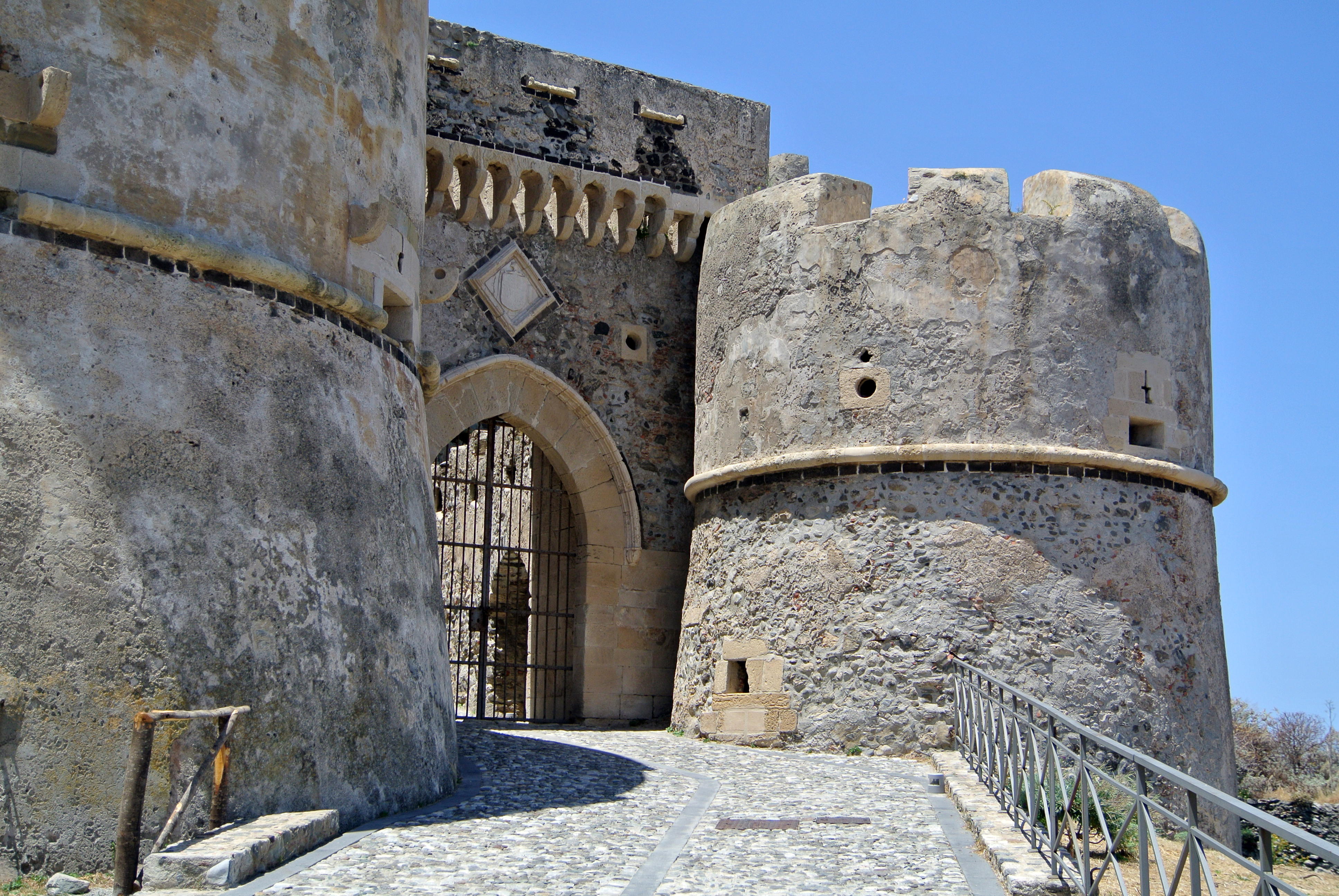
Wejście do zamku